# Rivière la Loche (vattendrag i Kanada, lat 49,29, long -73,66)
Rivière la Loche är ett vattendrag i Kanada.   Det ligger i provinsen Québec, i den östra delen av landet, 500 km norr om huvudstaden Ottawa.
I omgivningarna runt Rivière la Loche växer i huvudsak blandskog. Trakten runt Rivière la Loche är nära nog obefolkad, med mindre än två invånare per kvadratkilometer.